# Pas très normales activités
Pour plus de détails, voir Fiche technique et Distribution.
Pas très normales activités est une comédie française écrite et réalisée par Maurice Barthélemy, sortie en 2013.
Ce film est inspiré du film d'horreur américain Paranormal Activity sorti en 2009.

## Synopsis
Octave (Norman Thavaud) et Karine (Stéfi Celma), un jeune couple, sʼinstallent dans la maison de la grand-mère décédée dʼOctave, dans le département de la Creuse. Le confort y est minimal et déplaît à Karine ; mais Octave, très attaché à cet héritage familial, souhaite envers et contre tout y vivre son métier dʼartiste-peintre et commencer une nouvelle vie à la campagne. Octave filme lʼintégralité de ses journées et de ses nuits avec son téléphone portable mais se heurte à différents problèmes pratiques, comme la glissade épisodique du téléphone ou la réception dʼappels de sa mère aux premières du jour.
Dʼétranges phénomènes surviennent pendant la nuit : des grognements et des tremblements secouent la maison, des aliments sont saccagés dans la cuisine et une étrange fumée rouge semblant ramper au sol envahit brusquement la maison. Des déjections identifiées comme étant celles de cochons apparaissent sur le plancher. Les réactions horrifiées des villageois à la seule mention du nom de la grand-mère, de même que sa mort inexpliquée — une chute dans lʼescalier — leur donne à penser que la maison est hantée ou quʼil pourrait sʼagir dʼun crime.
Octave et Karine soupçonnent leur voisin, M. Levantour (Rufus), quʼils ont fréquemment aperçu rôdant autour de leur maison, y compris la nuit et qui reste étrangement muet lorsquʼils lui adressent la parole. Ils apprennent qu'après une épidémie, le cheptel de la grand-mère, composé de nombreux cochons, a été abattu, de même que celui de Levantour. Ils échafaudent alors lʼhypothèse que le vieil homme chercherait à se venger de la perte de ses bêtes.
Pressé par Karine de se procurer dʼurgence une caméra pour remplacer le téléphone portable qui filme leurs journées, Octave repère une petite annonce et fait la connaissance de Thierry Musseau (Maurice Barthélemy). Ce dernier, persuadé quʼOctave souhaite filmer ses ébats avec Karine, offre ses services pour assurer le tournage de leurs séances privées et sʼinstalle dans la maison. Karine voit dʼun mauvais œil lʼarrivée de ce personnage quʼelle qualifie de « limite délinquant sexuel » et davantage lorsquʼelle apprendra quʼil a fouillé dans la commode pour renifler ses petites culottes.
Ils finissent par comprendre que ce sont les esprits des cochons qui hantent la maison. Thierry organise une séance de spiritisme, mais celle-ci se solde par un échec car ils ne comprennent pas la langue des cochons dans laquelle ces derniers leur répondent. Ils décident alors de se rendre chez le voisin Levantour. Celui-ci leur révèle lʼexplication de son mutisme : les cochons lui ont jeté un sort et depuis il parle lʼargot des jeunes, usant et abusant du verlan. Ensemble, ils réussissent à attirer les cochons vers leur « porte de sortie », qui est en réalité la fosse septique de Levantour. Karine en profite pour se venger de Thierry, le précipitant dans la fosse septique. Levantour est guéri. Octave et Karine peuvent enfin profiter pleinement de leur nouvelle vie dans leur maison.

## Fiche technique
- Titre original : Pas très normales activités
- Réalisation et scénario : Maurice Barthélemy
- Décors : Arnaud Roth
- Costumes : Élise Bouquet
- Photographie : Jean-François Hensgens
- Son : Jean-Paul Bernard
- Montage : Nathalie Langlade
- Production : Sébastien Fechner
- Directeur de Production : Bruno Guilhem
- Société de production : Source Films
- Société de distribution : Paramount Pictures
- Pays d’origine :  France
- Langue : français
- Format : couleur
- Genre : comédie
- Durée : 84 minutes
- Date de sortie : 
  -  France et  Belgique : 30 janvier 2013

## Distribution
- Norman Thavaud : Octave Blin
- Stéfi Celma : Karine Leleu
- Maurice Barthélemy : Thierry Musseau
- Rufus : Levantour
- François Bureloup : Gourvenec
- Mauricette Gourdon] : l'épicière
- Michel Scourneau : le pompiste
- Dominique Marcas : la grand-mère « Mamie Luce »
- Patrick Border : René, le voisin

## Production
Il s’agit du premier rôle du vidéaste web Norman fait des vidéos au cinéma.
Le tournage a commencé le 18 juin 2012 et s'est déroulé à Soisy-sur-École, dans l'Essonne en France.

## Distinctions
- Prix spécial du jury au Festival international du film de comédie de l'Alpe d'Huez 2013

## Accueil du public
Pas très normales activités faisait partie des films attendus de l'année 2012 chez les internautes, mais n'aura engrangé que 153 373 entrées. Il considère comme un échec critique et commercial.